# Constitution sud-africaine de 1961
Lire en ligne

Texte en anglais sur Wikisource

South Africa Act Constitution sud-africaine de 1983
La Constitution sud-africaine de 1961 fut la loi fondamentale d'Afrique du Sud pendant deux décennies. Selon les dispositions de la Constitution, l’Afrique du Sud a quitté le Commonwealth pour devenir une république. Légalement, l'union d'Afrique du Sud, qui existait depuis 1910, prit fin et fut ré-établit, en tant que « république d'Afrique du Sud ».

## Contenu
En 1961, l'union cesse d'exister et devient une république. La nouvelle loi constitutionnelle transfère alors les pouvoirs du gouverneur au président de la république. Les quatre derniers sièges qui avait été réservés aux métis furent supprimés en 1968.

## Sources
- (en) Cet article est partiellement ou en totalité issu de l’article de Wikipédia en anglais intitulé « South African Constitution of 1961 » (voir la liste des auteurs).

## Compléments